# Antoni Laub

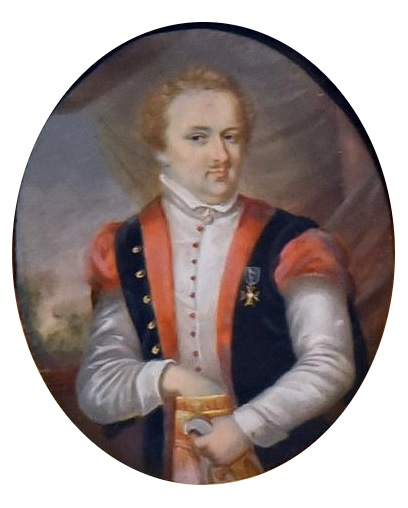
Portret Aleksandra Stadnickiego

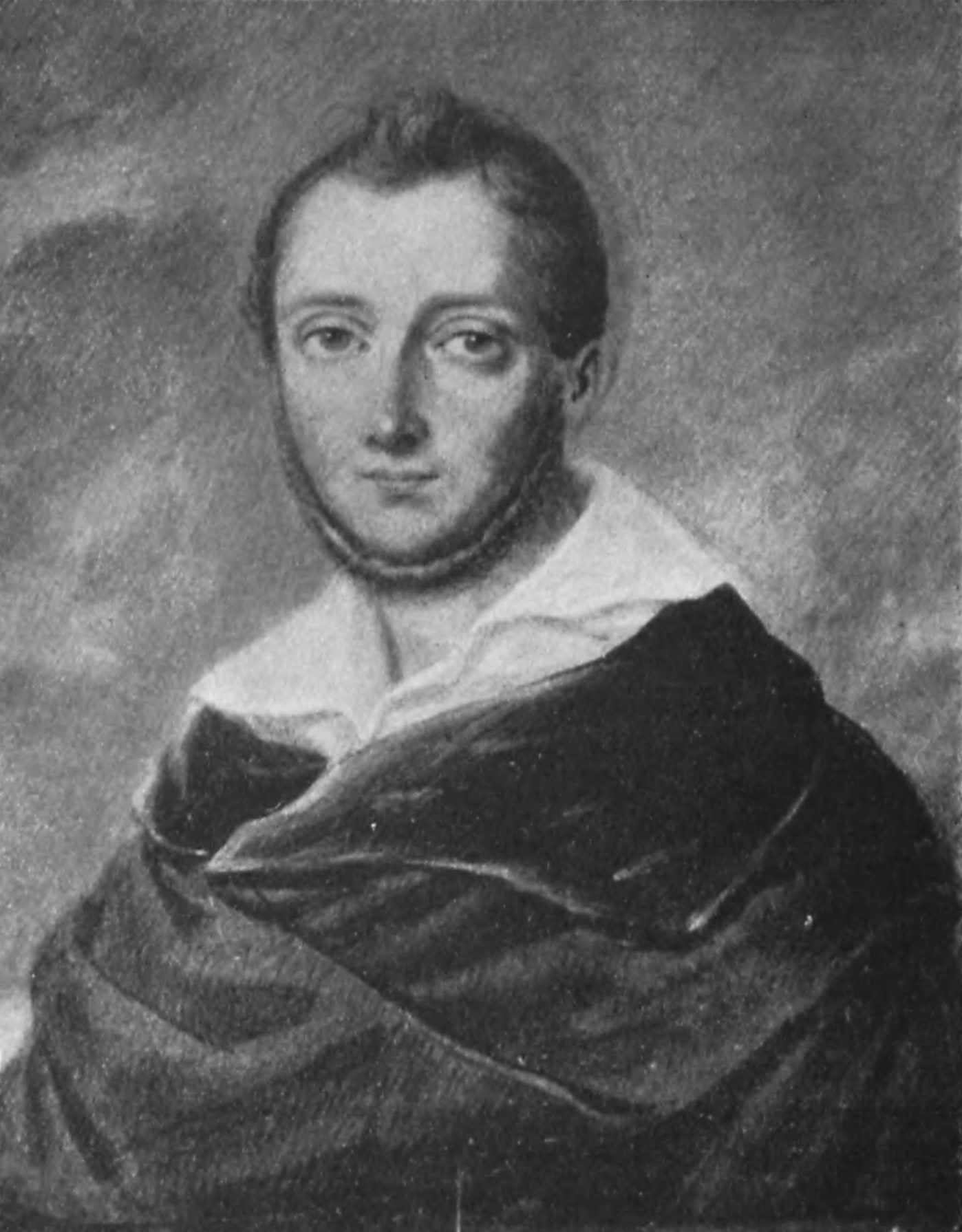
Antoni Laub, Portret hrabiego Gołuchowskiego

Antoni Laub, także Laube, de Laube (ur. 1792 w Winnikach, zm. 7 lutego 1843 we Lwowie) – polski malarz miniaturzysta, litograf.

## Życie
Pochodził z rodziny węgierskiej. Po osiedleniu się we Lwowie był tam uczniem malarzy Karla Schweikarta, Józefa Buisseta i Józefa Klimesa. Zapewne kontaktował się też z malarzami wiedeńskimi, ale przede wszystkim był aktywną postacią lwowskiego środowiska artystycznego, w którym zajmował czołowe miejsce jako portrecista. Pozostawał też w bliskich związkach z ziemiaństwem galicyjskim, szczególnie z Józefem Gwalbertem Pawlikowskim, u którego w Medyce bywał wielokrotnie razem z Antonim Langem. W Medyce poznał Franciszka Ksawerego Preka, głuchoniemego malarza oraz pamiętnikarza; w swoich wspomnieniach Prek charakteryzował Lauba jako twórcę wdzięcznych portretów, jednak niezbyt utalentowanego w oddawaniu podobieństwa.
Od 1833 Laub był członkiem Towarzystwa Naukowego przy Zakładzie Narodowym imienia Ossolińskich.
Był głównie twórcą miniatur i litografowanych portretów, prace wykonywał w stylu biedermeieru. Litografie Laub wykonywał w lwowskim zakładzie Piotra Pillera. Próbował także swoich sił w malarstwie olejnym oraz rytował akwaforty.
Poza pracą twórczą zajmował się kolekcjonowaniem i handlem sztuką oraz udzielał prywatnych lekcji malarstwa i rysunku. 
Zmarł we Lwowie po ataku apoplektycznym i został pochowany na Cmentarzu Łyczakowskim. Miał żonę Polkę, która po jego śmierci wyprzedawała kolekcję obrazów, a jej pozostałość wywiozła do Pragi.
Antoni Laub w 1837 prezentował w lwowskim ratuszu wystawę obrazów z własnej kolekcji – 105 prac, z czego część była zapewne jego autorstwa.
Kilkakrotnie wystawiano prace Lauba już po jego śmierci: we Lwowie w 1847, 1894, 1924 i 1937, w Warszawie w 1898 i 1912, w Wiedniu w 1905 oraz w Krakowie w 1910 i 1939. Wystawy z przełomu XIX i XX wieku ujawniły dużą liczbę prac, szczególnie miniatur, pozostających w zbiorach prywatnych. Dzieła trafiały również do instytucji, m. in. obraz Młoda kobieta w białej sukni (1834) znalazła się w Bibliotece Jagiellońskiej, a kilkanaście litografii portretowych wybitnych polskich osobistości w Muzeum Narodowym w Krakowie; ponadto prace Lauba przechowują Muzeum Wnętrz Zabytkowych na zamku w Pszczynie, muzea okręgowe w Tarnowie, Toruniu i Rzeszowie, Biblioteka Narodowa w Warszawie, Muzeum Historyczne Miasta Lwowa i Lwowska Galeria Sztuki, Muzeum na zamku w Łańcucie, Biblioteka Ossolineum we Wrocławiu.

## Ocena
Michał Domański (Słownik artystów polskich) zarzuca miniaturom portretowym Lauba, szczególnie przedstawiającym kobiety, sentymentalną i idealizującą typizację, ale zarazem docenia biegłość wykonania i umiejętne posługiwanie się kolorem. 
Portrety Lauba, zarówno miniatury, jak i litografie, przedstawiały przede wszystkim osobistości z arystokracji i szlachty galicyjskiej, wysokich urzędników, artystów, literatów. Wśród sportretowanych byli m. in. książę Adam Czartoryski, arcybiskup Kajetan Augustyn Warteresiewicz, gubernator Galicji Ferdynand d’Este, Aleksander Fredro, Jan Nepomucen Kamiński, Piotr Piller, Leontyna Halpertowa, kanonik Jan Ławrowski, aptekarz lwowski Wincenty Ziętkiewicz, Wincenty Hausner, Józefa i Teodor Jaworscy. W „Czasopiśmie Naukowym Księgozbioru Publicznego im. Ossolińskich” zamieścił w 1830 portret Marceliny z Bielskich Worcellowej. Na potrzeby Ossolineum wykonał też Castrum Doloris na cześć zmarłego cesarza Franciszka I.